# Rhamphomyia phemius
Rhamphomyia phemius är en tvåvingeart som beskrevs av Walker 1849. Rhamphomyia phemius ingår i släktet Rhamphomyia och familjen dansflugor. Inga underarter finns listade i Catalogue of Life.